# Symplocos henschelii
Symplocos henschelii är en tvåhjärtbladig växtart. Symplocos henschelii ingår i släktet Symplocos och familjen Symplocaceae.

## Underarter
Arten delas in i följande underarter:
- S. h. henschelii
- S. h. magnifica
- S. h. maingayi